# ウィリアム・ドワイト・ホイットニー
ウィリアム・ドワイト・ホイットニー（英表記: William Dwight Whitney、1827年2月9日 - 1894年6月7日）は、アメリカ合衆国の言語学者。センチュリーディクショナリ－の編者として知られている。

## 経歴
1827年、マサチューセッツ州のノーザンプトンで生まれた。彼の父親はニューイングランドのドワイトファミリーの出身であるジョサヤ・ドワイト・ホイットニー（1800－1833）である。母親はサラ・ウイルトン（1800-1833）である。ウィリアムは15歳でウィリアムズ大学に入学し、1845年に卒業した。その後数年間ノーザンプトンの銀行で働きつつ学習を続け、その後1849年にスペリオル湖地域の地質的調査を行っていた兄のジョサヤ・ホイットニーを手伝った。調査の余暇にサンスクリット語の研究をはじめた。
1850年代、ドイツに行き、3年間サンスクリット語を研究した。冬はベルリン大学においてアルブレヒト・ヴェーバーやフランツ・ボップの下で過ごし、夏はテュービンゲン大学のルドルフ・フォン・ロートの下で研究を行った。ドイツでの研究を通して、彼は、サンスクリット語の文献学者として、広く知られるようになった。1854年、イエール大学のサンスクリット語の教授となる。1869年には比較言語学の教授となった。また、シェフィルド科学校にて、現代言語学を教えた。1857年からアメリカ東洋学会の書記を務め、1884年には会長に就任した。ホイットニー通りで、1894年6月7日に死去した。

## 家族・親族
1856年の8月28日に、彼は、エリザベス・ウースター・ボウルドインと結婚した。エリザベスは、コネティカット州の知事で上院議員のロジャー・シャーマン・ボウルドインの娘であった。この夫婦は6人の子供を授かった。
- エドワード・ボウルドイン・ホイットニー（英語版）は、1857年8月16日に生まれて、アメリカの司法長官になった。また、息子のハスラー・ホイットニーは数学者である。
- ウィルストン・クラップ・ホイットニーは、1859年4月2日に生まれて、1861年3月11日に死去した。
- マーティン・パーク・ホイットニーは、1863年1月6日に生まれて、1874年1月17日に死去した。
- ロジャー・シャーマン・ボウルドイン・ホイットニーは、1863年1月6日に生まれて、1874年1月17日に死去した。
- エミリー・ヘンリッタ・ホイットニーは、1864年8月29日に生まれた。
- マーガレット・ドワイト・ホイットニーは、1866年11月19日に生まれた。

## 研究内容・業績
- ホイットニーは、ウェブスター辞典の1864年版の改定に携わった。1869年、アメリカ言語学協会 の設立者および初代会長を務めた。彼は、ヴェーダを韻文で翻訳した。ヴェーダ及び言語学に関する大量の論文を執筆し、その多くは『Oriental and Linguistic Studies』シリーズ(1872–74)に収録されている。彼は、言語に関するいくつかの著書と、英語、フランス語、ドイツ語およびサンスクリット語の文法教材を書いた[4]。
- ホイットニーの『サンスクリット文法』（1879）はパーニニによって書かれたとされるアシュターディヤーイーに対する批判によって注目される。彼はアシュターディヤーイーを「約4000くらいの代数学のような規則の高度に精巧で難しい形式の、言語上の事象を含んでいる（陳述や構成において、簡潔さを専らにして詳細さや明瞭さを犠牲にした）」と述べている[6]。
- フェルディナン・ド・ソシュールは、『一般言語学講義』の「記号の可易性と不易性」の章において、言語記号の恣意性を主張した人物としてホイットニーを挙げている。
- 彼は、晩年、心臓病を患っていたが、1889年から1891年にかけて出版されているセンチュリーディクショナリー（英語版）初版の編集責任者であった。

## 作品
- アタルヴァ・ヴェーダ,　ルドルフ・フォン・ロート（1856-1857）と共著。
- Language and the Study of Language:言語学原理における12講義（1867）
- タイッティーリヤ・プラーティシャーキヤ,　編集および翻訳（1868）
- On Material and Form in language(1868)
- Oriental and Linguistic Studies-First Series：The Veda, The Abesta, The  Science of Languge(1872)
- Oriental and liguistic Studies-Second Series:The East and West,Religiion and Mythology, Hindu Astronomy(1874)
- Darwinism and Lanugage(1874)
- The Life and Growth of Language: An Outline of Linguistic Science (1875)
- Essentials of English Grammar for the Use of Schools (1877)*
- サンスクリット文法: Sanskrit Grammar: Including Both the Classical Language, and the Older Dialects, of Veda and Brahmana (1879, 2d edn. 1889)
- Language and its Study: with Special Reference to the Indo-European (lectures) (1880)*
- Logical Consistency in Views of Language (1880)
- Mixture in Language (1881)
- The Roots, Verb-forms and Primary Derivatives of the Sanskrit Language (supplement to Sanskrit Grammar) (1885)
- Practical French Grammar (1887)*
- A Compendious German and English Dictionary (1887)*
- The Century Dictionary (editor) (1889–1891)
- Introductory French Reader (1891)*
- Max Müller's Science of Language (1893)
- Atharva Veda Samhita 3 volumes (translator)
- The History of Sanskrit Grammar (Indian reprint edition of Sanskrit Grammar)
- Manuscript Diary (photo reprint)

注 - アステリスク (*) を付した出版年は初版のものではないかもしれない。

### 現代版
- Oriental and Linguistic Essays
- On the Vedas
- Whitney on Language: Selected Writings of William Dwight Whitney